# Den of Lions
Den of Lions (título húngaro: Oroszlánbarlang, Guarida del León), (La guarida del león en Hispanoamérica y En la boca del lobo en España), es una película de 2003 estadounidense-húngara, dirigida por James Bruce. Se trata de una película que se estrenó directamente a DVD, protagonizada por actores relativamente famosos.

## Argumento
Mike Varga (Stephen Dorff) es un agente del FBI con raíces húngaras y de origen gitano. Para una nueva investigación, Varga es enviado a Budapest, para ser un infiltrado en la mafia rusa y, sobre todo, para acercarse al brutal jefe mafioso, Darius Paskevic (Bob Hoskins), y deshacerse de su serie de crímenes. Sin embargo, Varga se mete en problemas cuando se enamora de la hija de Paskevic (Laura Fraser).

## Elenco
- Stephen Dorff - Mike Varga
- Bob Hoskins - Darius Paskevic
- Laura Fraser - Katya Paskevic
- Ian Hart - Rob Shepard
- David O'Hara - Ferko Kurchina
- József Gyabronka - Laszlo Juskus
- Andrew McCulloch - Gyuarka Kovacs
- Tania Emery - Rita
- Philip Madoc - Grandpa Marcus
- Zita Görög - Nico